# Zlatý stôl
Zlatý stôl (pol. Złoty Stół, 1322 m) – szczyt we wschodniej części grupy Złotego Stołu w Górach Wołowskich we wschodniej Słowacji. Najwyższy szczyt Gór Wołowskich i jednocześnie całych Rudaw Spiskich.

## Nazwa
Według miejscowego podania w czasie objazdu swoich włości na szczycie góry miał się zatrzymać na posiłek król Węgier Maciej Korwin. Stąd druga, lokalna nazwa szczytu: Królewski Stół (słow. Kráľov stôl). Nazwa Złoty Stół wzięła się stąd, iż posiłek królowi miano tu podać na złotym stole (lub przynajmniej na złotej zastawie).

## Położenie
Wznosi się w krótkim, trzeciorzędnym grzbiecie górskim, wychodzącym od głównego grzbietu Gór Wołowskich ku północy, nad dolinę Hnilca. W główny grzbiet Gór Wołowskich Złoty Stół wrasta swym południowym grzbietem w szczycie Biele skaly (1252 m) poprzez szczyt Hekerová (1260 m).
Wszystkie stoki góry są strome i mocno rozczłonkowane głębokimi dolinami. W kierunku północno-wschodnim opada spod szczytu Zbojnicka dolka, w kierunku północno-zachodnim Stratená dolina, a w kierunku południowo-zachodnim - Široká dolka. Spływające nimi drobne cieki wodne uchodzą do potoku Stará voda, spływającego Starovodską doliną. Z kolei w kierunku południowo-wschodnim spod szczytu opada Hutná dolina, s której wody spływają do Bystrego potoku. Zarówno Stará voda jak i Bystrý potok są prawobrzeżnymi dopływami Hnilca.

## Geologia
Cały masyw Złotego Stołu budują utwory paleozoiczne, głównie skały pochodzenia metamorficznego, wśród których występują m.in. gruboziarniste tufy z wkładkami ryolitów. Najczęściej spotykane są tu różne odmiany fyllitów (serycytowe, grafitowe i in.), pochodzących z młodszego syluru, często z wkładkami pirytu. Lokalnie występują również warstwy zmetamorfizowanych szarogłazów. Miejscami spotkamy sylurskie czarne łupki z wkładkami lidytów oraz wylewne skały tzw. warstw hnileckich z górnego dewonu. Występowanie w masywie Złotego Stołu tak różnych minerałów sprawiło, że jego stoki, zwłaszcza wschodnie, były w przeszłości terenem intensywnych prac górniczych. Już od XIII w. eksploatowano tu złoża metali: złota, srebra, rud miedzi, ołowiu, a później również żelaza.

## Charakterystyka
Masyw, w przeszłości prawie w całości zalesiony, dziś w wielu miejscach pokrywają rozległe wiatrołomy i/lub wyręby, którymi zawładnęły już wysokie trawy i borówczyska. W wielu miejscach widoczne są nasadzenia nowych lasów. Sam wierzchołek zajmuje zespół rzadkiego porostu świerkowego.
Na szczycie góry znajduje się żelbetowy obelisk o kwadratowym przekroju, wysoki na 6,4 m. Jest jednym z 17 podobnych obiektów, wzniesionych w latach 1931-1935 przez władze młodej Republiki Czechosłowackiej jako punkty nowo tworzonej sieci triangulacyjnej I kategorii. Nad obeliskiem wznosiła się kiedyś drewniana wieża triangulacyjna wysokości 15,2 m, jednak dziś nie pozostały już po niej żadne ślady.

## Historia
W czasie słowackiego powstania narodowego w masywie Złotego Stołu miały miejsce ciężkie walki powstańców z wojskami niemieckimi.

## Turystyka
Na szczyt prowadzą znakowane szlaki turystyczne:
  ze Švedláru przez Starą Wodę i Kobyliar (1271 m) – 3 godz. 30 min.;
  z Rożniawy Rożniawską Doliną (słow. Rožňavská dolina) i przez przełęcz Krivé (1109 m) – 5 godz. 15 min.